# Vera Ivanova
Pour les articles homonymes, voir Ivanova.
Vera Ivanova est une compositrice russe née en 1977 à Moscou.

## Biographie
Vera Ivanova naît à Moscou en 1977.
Elle s'initie à la musique à l'école centrale de musique de la capitale russe, étudiant la composition, la théorie musicale et le piano entre 1984 et 1995. Elle se perfectionne en composition au conservatoire Tchaïkovski de Moscou, auprès de Roman Ledenyov, et obtient son diplôme en 2000. 
Elle poursuit sa formation à Londres, à la Guildhall School of Music and Drama, avec Allessandro Timossi, puis avec David Liptak à la Eastman School of Music.
Vera Ivanova est lauréate de plusieurs récompenses, une mention honorable au Concours international de musique électroacoustique de Bourges et le troisième prix du Concours Mozart de Salzbourg en 2001. Elle reçoit également une distinction aux ASCAP Morton Gould Young Composers Awards, le prix Hanson Orchestra de la Eastman School of Music en 2003, ou encore le prix André Chevillion - Yvonne Bonnaud du Concours international de piano d'Orléans en 2008,.
Elle enseigne à l'Université Chapman.
Comme compositrice, elle est l'auteure d'œuvres symphoniques, de musique de chambre, de pièces pour chant, pour piano, ainsi que d’œuvres de musique électroacoustique, dans lesquelles « elle cherche à faire ressentir ce que, au-delà des mots, des images ou des objets, seuls les sons peuvent transmettre ».

## Œuvres
Parmi ses compositions, figurent notamment :
- Concerto de chambre (1996-1997) pour deux pianos
- Concerto pour piano et orchestre (1999)
- Confession (2001), pour violon seul
- Panic-Melancholy (2001), musique électroacoustique

- Variations sur une cordes : Distances, pour orchestre symphonique
- Aftertouch (2005), pour piano
- Still Images of the Restless Mind (2006), pour orchestre de chambre
- "Great Waves" from "Sea: the Soul of Spain" (2007), song cycle
- Quiet Light (2009), pour violon seul
- Aura (2011), pour clarinette seule
- Three Summer Songs (2011), pour choeur (SSAA) a cappella
- 6 Fugitive Memories (2015), pour piano
- May Day (2015), pour choeur (TTBB) a cappella
- Sagittarius (2015), quintet mixte
- In the Deep Heart's Core (2017), pour piano, audio et projection (optionnelle)
- Children's Games (2018), for mixed quintet
- If You Were Coming in the Fall (2019), pour chœur
- i-sola (2020), pour piano
- What Remains After the Dust (2020), pour piano
- The Double (2022), chamber opera
- Karkata (2022), pour piano